# Nemacheilus stigmofasciatus
Nemacheilus stigmofasciatus és una espècie de peix de la família dels balitòrids i de l'ordre dels cipriniformes.

## Morfologia
Fa 3,8 cm de llargària màxima. La línia lateral s'estén fins a la base de l'aleta pelviana per sota i presenta entre 6 i 8 taques. Té un musell més curt i ulls més grossos que en Nemacheilus anguilla i Nemacheilus monilis, així com el peduncle caudal més curt que en N. anguilla, però més llarg que en N. monilis. Menor nombre de franges al dors (11-13) en comparació amb N. anguilla i N. monilis (19-20).

## Hàbitat i distribució geogràfica
És un peix d'aigua dolça, bentopelàgic i de clima tropical (14°N-13°N, 75°E-76°E), que viu al riu Seethanathi (els Ghats Occidentals, Karnataka, l'Índia).

## Observacions
És inofensiu per als humans.